# 十王自動車
十王自動車株式会社（じゅうおうじどうしゃ）は、群馬県伊勢崎市を中心に営業しているバス・タクシー事業者である。

## 概要
群馬県伊勢崎市に本社を置き、伊勢崎市と埼玉県本庄市を結ぶ路線バス、貸切・コミュニティバス受託、タクシーなどを営業している。
大正時代に石倉松丸が十王自動車を設立し、伊勢崎〜赤堀間において乗合運行を開始したことに端を発する。観光バス・旅行業では「十王観光」と称していた。
その後、東武グループに傘下入りし、グループ内の再編で、東武傘下の朝日自動車グループの一社として位置づけられていた。
2004年（平成16年）に同じ朝日自動車グループの国際ハイヤーと対等合併し、国際十王交通株式会社を設立、「国際十王交通伊勢崎営業所」となった（法手続上は国際ハイヤーが存続会社となり、初代十王自動車はこの時点で解散）。合併当初は本社跡地（伊勢崎営業所）に「十王事業本部」を置き、タクシー専門の営業所の整理（合併時点で伊勢崎、前橋、大胡、境の営業所が所在。各営業所の閉鎖もしくは「のりば」への格下げ、伊勢崎営業所を会社・バスの伊勢崎営業所への施設統合）や旅行案内所の閉鎖、観光バス車両の廃車・譲渡を実施。整理完了後。十王事業本部としての役割を終え、旧十王自動車の事業は伊勢崎営業所のみとなった。
2021年（令和3年）11月1日に十王自動車（初代）の合併前最期の社長だった石倉潤一（当時は国際十王交通取締役）が主体となって「十王自動車株式会社」（2代目）が独立資本で新設される。2022年（令和4年）4月1日付で国際十王交通伊勢崎営業所の全事業を吸収分割により2代目の十王自動車が継承する形で、国際十王交通（及び東武／朝日自動車グループ）から分離独立し、1958年以前同様の地元伊勢崎市に根ざした企業として生まれ変わった（なお、再独立に至る経緯等は非公表）。2024年7月頃（具体的時期は不明）、石倉潤一は会長となり、国際十王交通時代末期に伊勢崎営業所長を務めていた子息の石倉実希雄が新社長に就任。
ブランドのアルファベット表記は「JUO」または「JUO BUS」。
なお、公式Webサイトのドメイン「juo.co.jp」は旧法人時代から使用しているものである。国際十王交通設立時に旧国際ハイヤーの公式サイトが存在していなかったこともあり、十王自動車の公式サイトがドメインごと国際十王交通の公式サイトへ流用された（ちなみに、ドメインの登録名義は、再独立するまで十王自動車名義のまま更新されていなかった）。2代目法人の独立に先駆けて、国際十王交通としての新ドメインを別途取得、独立までは2ドメインによるミラーサイトとなっていた。独立当日の0時に「juo.co.jp」は新十王自動車のドメインとして返還され、現在の国際十王交通の公式サイトのデザインをベースに色などスタイルシートを変更した新しい十王自動車の公式サイトが開設された。

## 沿革

### 十王自動車（初代）時代
- 1925年（大正14年）
  - 1月1日 - 石倉松丸が十王自動車を設立し、伊勢崎〜赤堀〜大間々間において乗合運行を開始。
  - 10月1日 - 伊勢崎〜茂呂村（現伊勢崎市内）間が開通。以降、乗用、貸切事業を開始。
- 1942年（昭和17年） - 乗合事業が群馬合同バス（群馬バス前身）に統合される。
- 1945年（昭和20年）3月15日 - 十王自動車株式会社初代法人格設立。
- 1958年（昭和33年）4月 - 東武グループ傘下入り。この頃、本庄・児玉地区のタクシー事業を朝日自動車に移管。
- 1970年（昭和45年）4月3日 - 全国旅行業協会入会。
- 1981年（昭和56年）10月6日 - 本社を伊勢崎に移転（従来の本社所在地は不明）。
- 1994年（平成6年）4月1日 - 東武バス前橋営業所伊勢崎出張所廃止に伴い、本庄〜伊勢崎線と伊勢崎オート送迎を移管され、乗合バス事業開始。
- 1996年（平成8年）5月16日 - 朝日自動車にタクシー尾島地区を譲渡。
- 2001年（平成13年）
  - 4月1日 - 東武バス熊谷営業所の廃止に伴い、熊谷駅〜桐生競艇送迎便を移管される（現在他社含め運行無し）。
  - 12月 - 会員制高速バスお台場直行バス運行開始。
- 2002年（平成14年）3月12日 - 高速バスフォレスト号運行開始。
- 2003年（平成15年）1月20日 - 国際ハイヤー旧両毛観光バスとの観光バス集中配車制を導入、「国際・十王予約配車センター」を設立。

### 国際十王交通伊勢崎営業所時代
- 2004年（平成16年）
  - 1月1日 - （旧）十王自動車株式会社が国際ハイヤー株式会社に合併され、社名を国際十王交通株式会社に変更、国際十王交通十王事業本部の営業所となる。
  - 2月16日 - 高速バスフォレスト号（成田空港行き）の受付を熊谷営業所に移管する。
  - 3月13日 - 上越新幹線本庄早稲田駅開業に伴い、伊勢崎駅〜本庄駅線の一部便を本庄早稲田駅まで延長（1回目。2006年3月31日中止）。

この年、太田営業所が廃止され、車両の移管を受ける。タクシー前橋営業所も廃止。
- 2007年（平成19年）
  - 3月31日 - お台場直行バスを廃止。
  - 5月1日 - タクシー前橋営業所跡地に駐車場を開設。
  - 11月1日 - 伊勢崎駅〜本庄駅線を再編。前日をもって茂呂島経由・上武大学乗入れを廃止、堀口経由に一本化。
  - 12月14日 - 高速バスフォレスト号を再編する。
- 2008年（平成20年）
  - 3月31日 - 伊勢崎市コミュニティバス「ふれあい」廃止（再編）に伴い、受託契約終了。
  - 4月1日 - 伊勢崎市新・コミュニティバス「あおぞら」の受託開始。
- 2014年（平成26年）11月17日 - 前日の運行を持って、フォレスト号を全面休止。
- 2015年（平成27年）4月1日 - 伊勢崎駅〜本庄駅線を再編。東京福祉大学伊勢崎キャンパスのスクールバスと統合し、一般・通学併用路線に移行。これにより、本庄早稲田駅への乗り入れを9年振りに再開すると共に、平日に3駅と東京福祉大学間の区間便を設定開始。
- 2016年（平成28年）10月16日 - 伊勢崎駅〜本庄駅線の時刻表体系を「月〜土」「日・祝日」から「平日（月〜金）」「土・日・祝日」の区分けに変更。
- 2020年（令和2年）4月1日 - 伊勢崎駅〜本庄駅・本庄早稲田駅線のうち、本庄側からの東京福祉大学発着区間便を廃止、伊勢崎駅〜本庄早稲田駅の通し運行を土休日の1往復のみに減便。
- 2021年（令和3年）9月1日 - 伊勢崎駅〜本庄駅・本庄早稲田駅線のうち、本庄駅〜本庄早稲田駅間を廃止し、伊勢崎駅〜本庄駅線となる。

### 十王自動車（2代目）発足以後
- 2021年（令和3年）11月1日 - 「十王自動車株式会社（2代目）」設立[3]。
- 2022年（令和4年）

  - 4月1日 - 国際十王交通から伊勢崎営業所に関する権利全般を十王自動車が吸収分割で承継し独立する。

## 営業所
本社（伊勢崎営業所・伊勢崎車庫）
- 群馬県伊勢崎市末広町173番地
伊勢崎営業所には伊勢崎車庫が併設されている。全て回送運転で伊勢崎駅などとの間を行き来している。
敷地入口から見て、右奥に社屋、右手前に整備ピット、正面から左側が車庫、左手前に洗車設備が設置されている。また、ピット裏に隣接するものの直接行き来できない砂利敷の敷地があり、タクシー車両などを駐車している。
現在の社屋は、初代法人時代に建てられたもので、ピット側（敷地入口側）と車庫側（建屋入口）2面の壁面に「JUO」の文字が象られている。なお、かつては車庫側には小さく「TOBU GROUP」の文字が合わせて象けられていたが、現法人を設立して独立したことに伴い、撤去された。

定期券発売所
- 本社（伊勢崎営業所）
- 朝日自動車株式会社本庄営業所[4]（本庄駅南口から朝日自動車宮本町車庫行き終点下車）

### 廃止・休止営業所
タクシー事業関連施設
- 伊勢崎営業所
群馬県伊勢崎市昭和町1858-26
現：セブン-イレブン伊勢崎昭和町店
  - 大胡のりば
大胡駅前
- 境のりば←境営業所
群馬県伊勢崎市境百々432
国際十王交通設立当初まで存在。境町駅南口横に事務所があり、自転車預かりも行っていた。
営業所として廃止されて伊勢崎営業所管轄のタクシーのりばに転換されたのち完全閉鎖（いずれも時期不明）。2024年現在は事務所も解体されており、かつてのタクシーのりばは、受託しているコミュニティバスあおぞらのりばとして使用されている。
- 前橋営業所
群馬県前橋市南町四丁目46番1
営業終了後、更地の後2007年5月1日-翌年3月末日まで前橋南町定期貸駐車場として使用。
現在はレオパレスインフィニティ前橋南が建つ。
  - 総社のりば

バス事業関連施設
- 成田高速バス予約センター（本社内）
国際十王交通時代は「高速バス予約センター伊勢崎」と改称し、フォレスト号の受付を担当していたが、2004年2月16日をもってフォレスト号が熊谷営業所に移管されたことに伴い閉鎖された。

観光部門関連施設
- 十王観光 境案内所
群馬県伊勢崎市境栄189
- 十王観光 東案内所
群馬県伊勢崎市東小保方町3369
- 十王観光 桐生案内所
群馬県桐生市相生町5丁目283-6
- 十王観光 尾島案内所
群馬県太田市世良田町1514-5

## バス事業
- 十王バス（国際十王交通時代・国際十王バス）
  - 群馬県伊勢崎市を軸に埼玉県本庄市にも足を伸ばしている。
  - 本庄駅を境に朝日自動車本庄営業所とエリアが接しているほか、群馬中央バスとは伊勢崎駅〜スマーク伊勢崎（東部モール）間で受託しているあおぞらと競合しており、またかつて伊勢崎駅〜本庄駅間でも競合していたが群馬中央バスによる二度の進出と撤退を経て同区間では現在競合していない。
  - なお、PASMO/Suica、地域連携Suica「nolbe」などのICカード、群馬県共通バスカードぐんネットは一切導入されておらず、現金や紙の回数券・定期券等での利用となる。なお、国際十王時代に熊谷営業所にはPASMOを導入した一方で、伊勢崎には導入されなかった。

### 現行路線

#### 一般路線
- 伊勢崎駅 - 本庄駅北口 線
  - 伊勢崎駅 - 堀口 - 東京福祉大学 - 本庄駅北口（主系統）
  - 伊勢崎駅 - 堀口 - 東京福祉大学（区間便、平日1往復のみ）

以前は、群馬中央バスが馬見塚経由や美茂呂町経由を走らせており、当路線と競合関係にあったものの、撤退して当路線のみ存続となった（当営業所でも茂呂島経由や上武大学経由を運行していた）。
2015年4月1日より、受託していた東京福祉大学伊勢崎キャンパスのスクールバスを統合し、一般・通学併用路線に移行する形（大学関係者は証明書提示で運賃不要、一般乗客は従来通り運賃支払い）で、本庄早稲田駅への乗り入れと、伊勢崎駅・本庄駅・本庄早稲田駅と東京福祉大学間の区間便の運行を開始した[5]。
2021年8月末をもって、本庄早稲田駅への乗り入れを廃止した。

#### コミュニティバス
- 伊勢崎市コミュニティバス「あおぞら」
2008年4月1日運行開始。

#### 受託運行
- スクールバス
  - 上武大学 - 本庄駅
- その他
  - 華蔵寺公園 - 伊勢崎駅北口（伊勢崎市からの受託による無料送迎バス）

### 廃止路線
十王自動車（初代）時代
- 新伊勢崎駅 - 伊勢崎駅 - 連取町 - 堀口 - （上武大学） - 本庄駅
  - 東武バスから移管された際には、運行を担当していた東武バス前橋営業所伊勢崎出張所が新伊勢崎駅前に所在していた名残で、同駅発着も存在していたが、国際十王交通発足前に区間廃止となっている（時期不明）。

国際十王交通伊勢崎営業所時代
- お台場線（旅行企画扱い）
2007年3月31日廃止[6]。
- 伊勢崎駅 ‐ 本庄駅北口線の関連系統
  - 伊勢崎駅 - 茂呂島 - 本庄駅北口

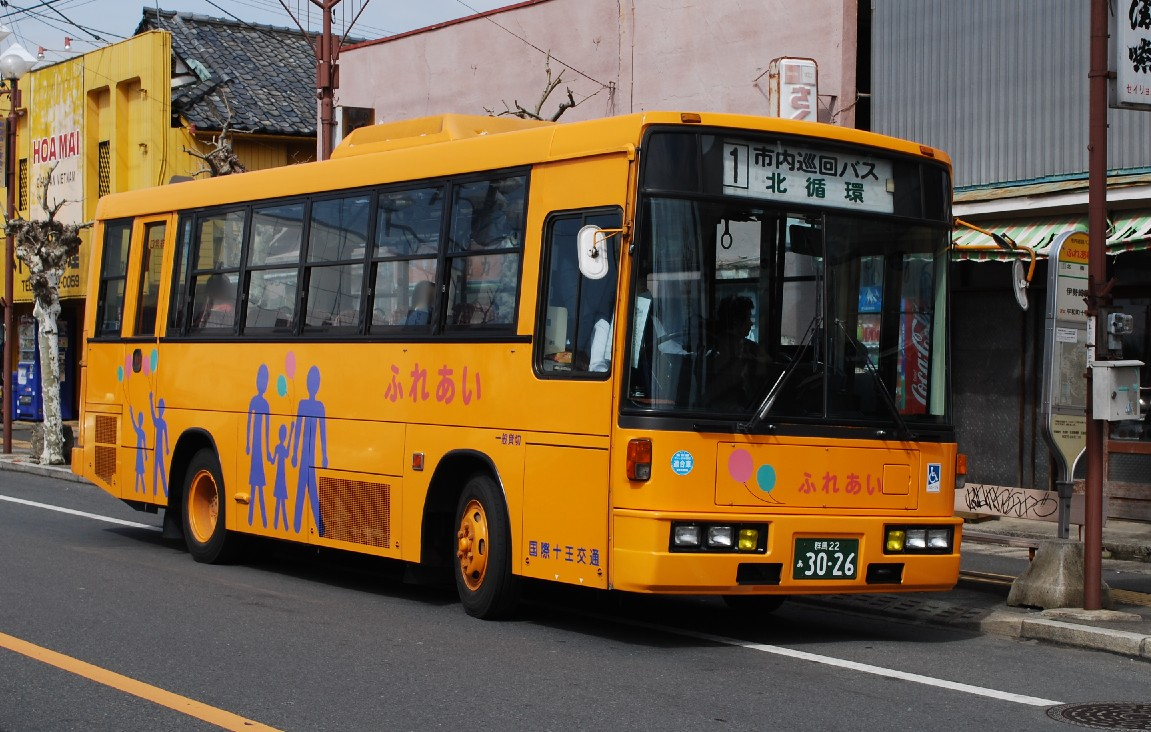
2008年まで運行されていた「ふれあい」
（伊勢崎駅前）

  - 伊勢崎駅 - 茂呂島 ‐ 上武大学 - 本庄駅北口
  - 伊勢崎駅 - 堀口 ‐ 上武大学 - 本庄駅北口
    - 2007年10月31日廃止。代替として、上武大学のスクールバスを受託している。

  - 東京福祉大学 - 本庄駅北口
  - 東京福祉大学 - 本庄駅北口 - 本庄早稲田駅
    - 2015年4月1日開設、2020年4月1日廃止。

  - 伊勢崎駅 - 堀口 - 東京福祉大学 - 本庄駅北口 - 本庄早稲田駅
    - 2021年9月1日廃止[7]（最終運行日は2021年8月29日）

本庄早稲田駅乗り入れは、2004年3月13日の上越新幹線本庄早稲田駅開業に合わせ、朝日自動車本庄駅南口発着路線及び当時存在して競合していた群馬中央バスの本庄駅北口-伊勢崎駅線と足並みをそろえて実施、利用者が伸び悩んだことから、2006年3月31日に、3社揃って廃止された。その後、2015年4月1日に、東京福祉大学のスクールバスと統合する形で、再度本庄早稲田駅へ乗り入れしたが、元々より近い本庄駅の南口から本庄早稲田駅を本庄市コミュニティバスのシャトルが走っており、更に後に本庄駅南口からの武蔵観光バスの寄居行きが本庄早稲田駅に乗り入れるようになっており、通学需要も伸びず、大幅減便かつ土日祝運行化を経て、6年半で再び廃止となった。
- 伊勢崎市内循環バス「ふれあい」（北循環／南循環／殖蓮・三郷循環／茂呂・豊受循環／名和・宮郷循環）
2008年3月31日廃止。
- 桐生競艇送迎バス
- 伊勢崎オート送迎バス
2007年度をもって運行終了（伊勢崎市ホームページの入札記録などによると、群馬中央バスが落札している）。
- スクールバス 東京福祉大学 - 本庄駅・伊勢崎駅・本庄早稲田駅
2015年3月31日をもって受託終了、翌4月1日より一般・通学併用路線に移行した（#一般路線を参照）。
- 深谷駅 - 籠原駅 - 熊谷駅 - 森林公園駅 - 成田空港（フォレスト号）
受付担当は熊谷営業所が担う（元々は初代十王自動車による伊勢崎駅起点の路線だった）。東京空港交通（後に撤退）・千葉交通との共同運行。
2014年11月16日をもって休止扱いとなった後、2017年10月19日より、新島車庫（熊谷営業所） - 熊谷駅 - 鴻巣駅 - 久喜市菖蒲バスターミナル - 成田空港の経路に変更し、熊谷営業所が千葉交通と共同運行開始、伊勢崎営業所は直接関与していなかった（2020年3月で運行終了している）。

## タクシー事業

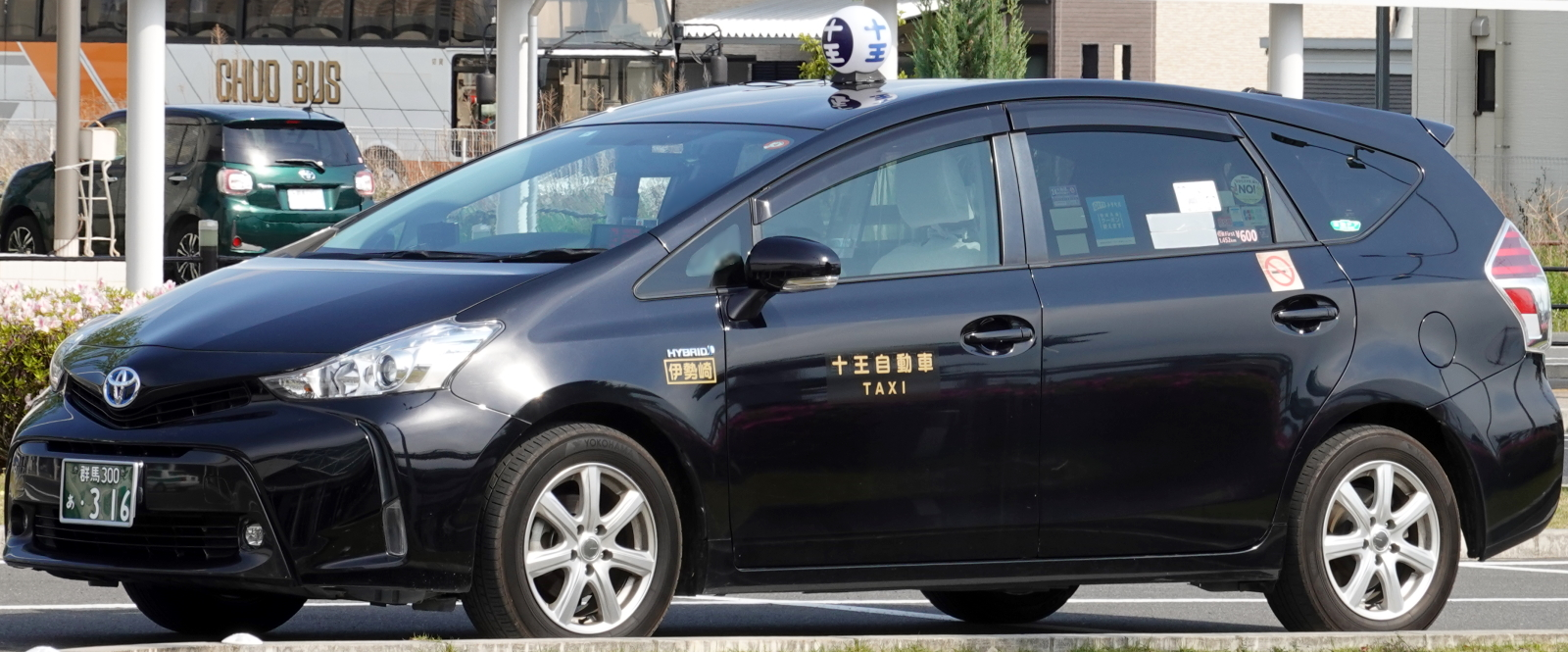
十王自動車のタクシー

- 十王タクシー（国際十王交通時代・国際十王タクシー）
  - 伊勢崎市内のみをエリアとしている。以前は、前橋市に営業所・のりばを設けて営業エリアとし、東武／朝日グループの関越交通タクシーの営業区域と重複していたが、規模を縮小した。公式サイトではのりばとして、2019年現在伊勢崎駅南北ロータリー、新伊勢崎駅、及び末広町（車庫・営業所）、昭和町待機所（かつてタクシー事業の営業所として案内されていた住所も昭和町だが、詳細不明）を案内している。
  - 2022年現在、バスでは利用できないICカードとクレジットカードを、運賃の支払いに使用することができる[8]。

## 車両

### バス用車両

#### 一般路線車

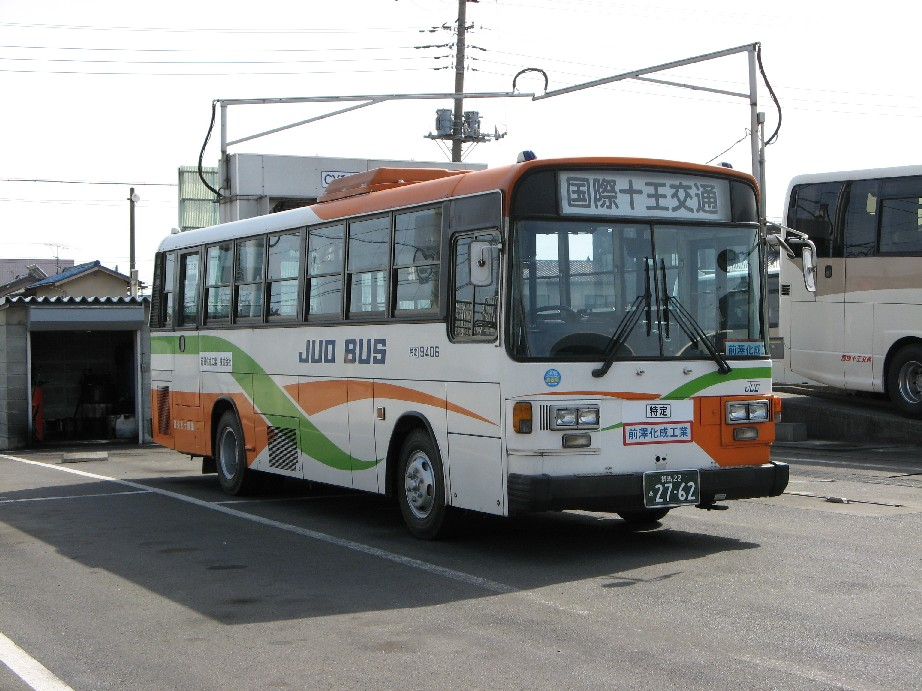
十王自動車色の車両（伊勢崎車庫）

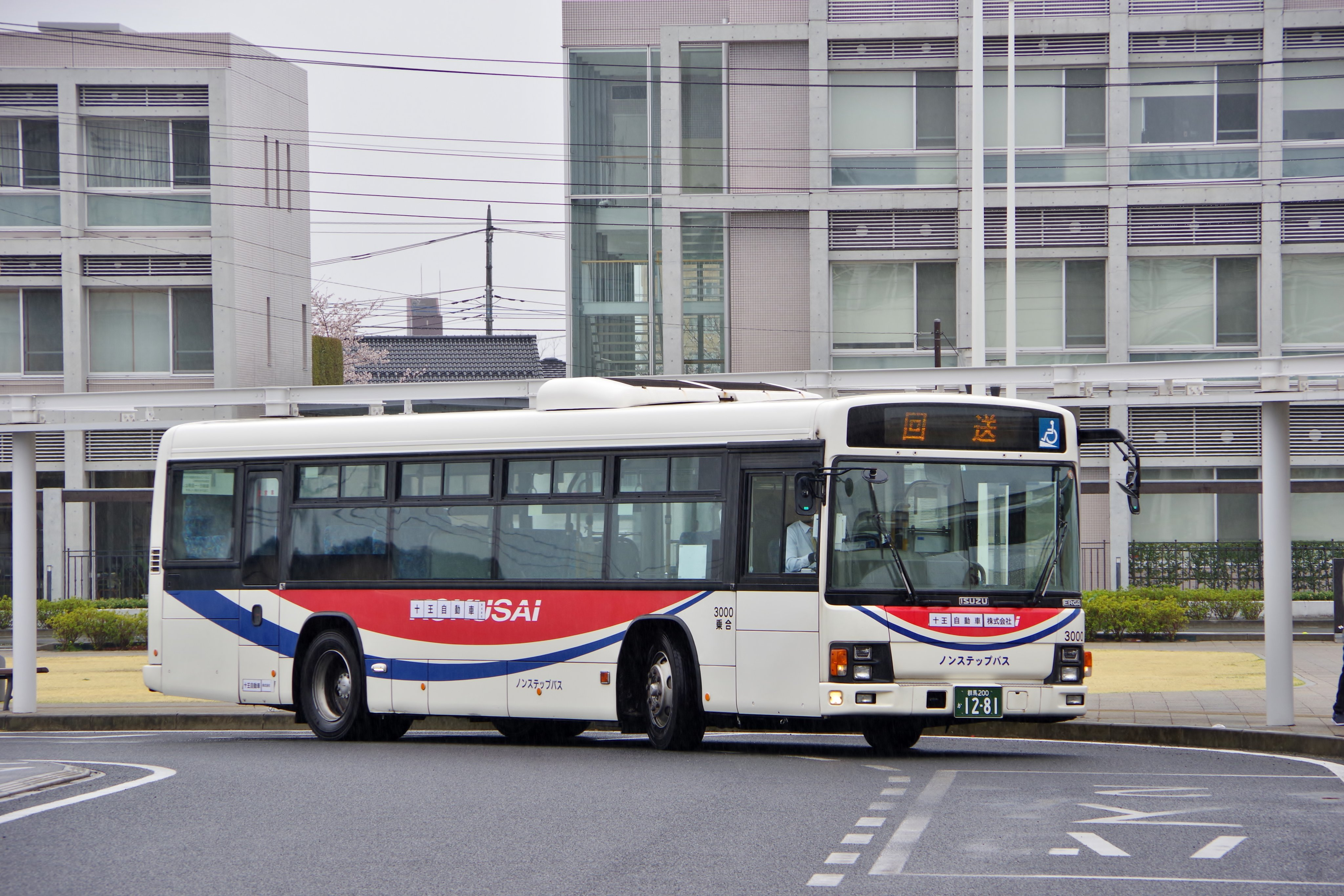
国際十王交通時代導入車両（伊勢崎駅前）

- 初代時代は、白色ベースにオレンジと黄緑色をまとわせた十王自動車塗装にて運行を行っていた。ブランド表記は、フロントにオリジナルロゴで「JUO」、側面にはゴシック体イタリック系の書体で「JUO BUS」と表記されていた。また、阪東バスからそのままのデザインでブランド表記のみ変更した車両も導入されていた。
- 国際十王交通時代は、伊勢崎営業所への新車配置は「あおぞら」号用の他なく、初代法人時代の車両を熊谷営業所や国際十王交通のグループ会社（朝日自動車グループ）からの移籍車で置き換える形で老朽化に対応していた。その後、東京福祉大学発着系統新設の際にいすゞ・エルガを新車にて導入した（3001号車）。ブランド表記は、熊谷営業所に合わせ「KOKUSAI」であった。また、東武バスからそのままのデザインでブランド表記のみ変更した車両も導入されていた。
- 2022年4月1日からは、中型車および大型車3001号車においては専用ステッカーを作成しブランド表記を「JUO」に変更した。大型車3000・3002・3003号車においては、「十王自動車株式会社」と書かれた紙を車体に張り付ける形で社名変更に暫定対応した。
- 以降、順次朝日自動車グループや東武バスデザインの車両をオリジナルデザインへの塗替えや置き換えを進めている。
- 2022年5月に東武バスから中古車両を導入し、大型車3000・3003号車の置き換えを実施。車体塗装は、初代法人時代の貸切用車両塗装をモチーフとした、白色ベースに黄・橙・赤の3本線を纏わせ、足回りを赤としたオリジナル塗装となった[9][10]。
- 2023年には川越観光自動車からノンステップバスを2台譲受している。

#### コミュニティバス専用車両

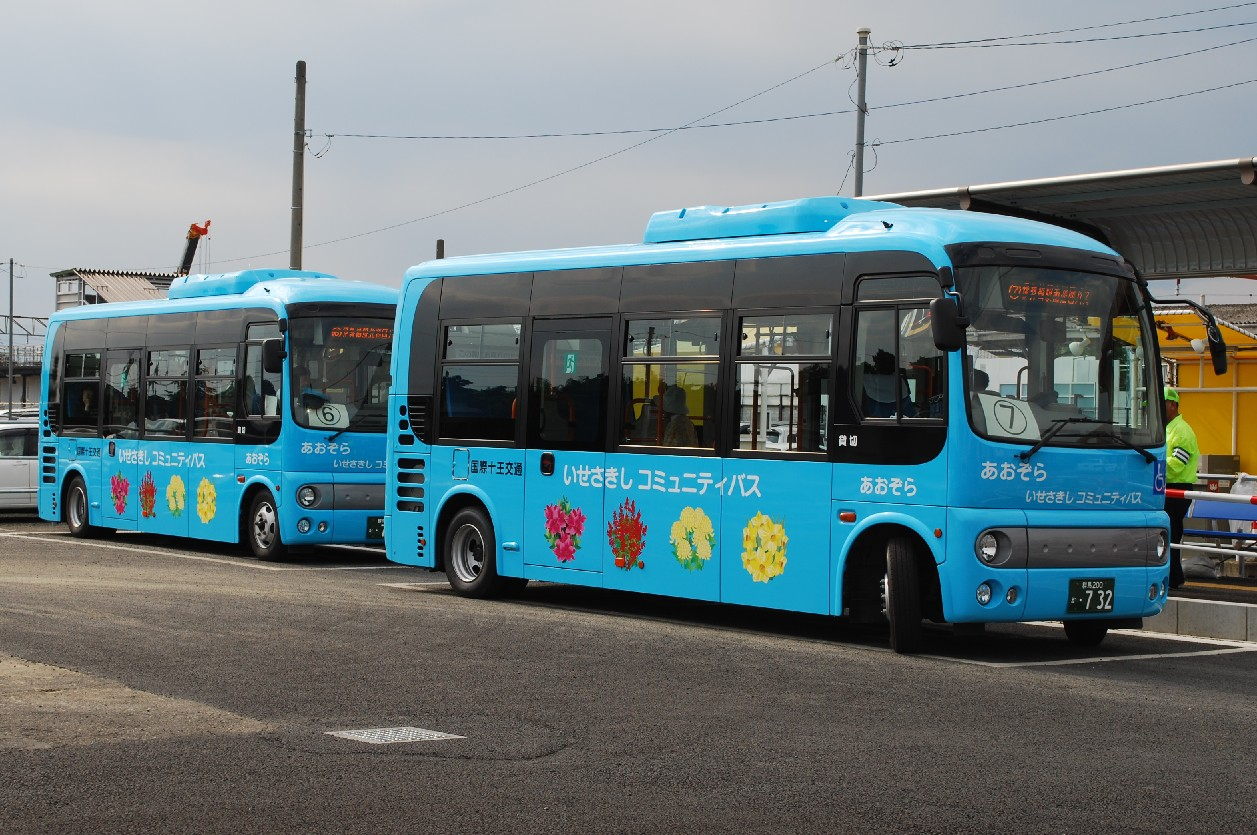
「あおぞら」専用車（伊勢崎駅前）

伊勢崎市コミュニティバス「あおぞら」号用車両は、専用塗装の日野・ポンチョ、トヨタ・ハイエース、日野・レインボー（2代目）にて運用。当初は伊勢崎市からの貸切扱いで運行されていたため、運賃は無料であった。
- 2018年4月1日より有料運行となり、乗合に用途変更を実施。

#### 高速路線車
- 初代時代および国際十王交通時代車体のデザインは東武グループデザインとなっていた。
初代時代のブランド表記は、フロントに明朝体系の書体赤文字で「JUO」、側面にはゴシック体系の書体で「JUO  TOBU GROUP.  EXPRESS」と表記されていた。
国際十王交通時代のブランド表記は、フロントに明朝体系の書体赤文字で「KJK」、側面にはゴシック体系の書体で「Kokusai Juo  TOBU GROUP.  EXPRESS」と表記されていた。
- 2022年5月現在、高速路線の運行がないため、専用車両を所有していない。

#### 貸切用車両

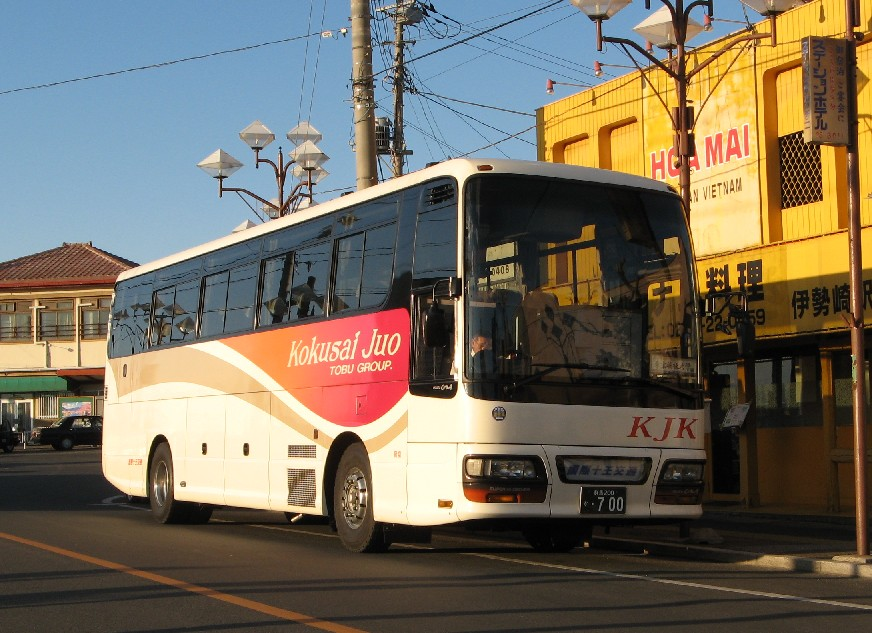
国際十王交通時代の貸切用車両（伊勢崎駅前）

- 初代時代には様々なデザインの車両が在籍していた。
  - 基本的には白色ベースに黄・橙・赤の3本線を纏わせ、足回りを赤とした十王観光塗装であった。
ブランド表記は、前面に大きな「J」のマーク、側面に側面にゴシック体系の書体金文字で「JUO KANKO」と表記されていた。
また、行燈には「十王観光」または「十王バス」と表記されていた。
  - 1983年ごろには、クリーム色をベースとしたカラーに赤色のサインとストライプを纏わせた塗装も存在した。
ブランド表記は、側面にゴシック体系の書体で「JUO KANKO」と表記されていた。
  - 東武グループが現在の統一デザインを使用開始後、初代法人も東武グループデザインを使用するようになった。
ブランド表記は、フロントに明朝体系の書体赤文字で「JUO」、側面にはゴシック体系の書体で「JUO  TOBU GROUP.」と表記されていた。
また、行燈には「十王観光」と表記されていた。

- 国際十王交通時代に導入した車両車体デザインはすべて東武グループデザインとなっている。
  - 国際十王交通時代のブランド表記は、フロントに明朝体系の書体赤文字で「KJK」、側面にはゴシック体系の書体で「Kokusai Juo  TOBU GROUP.」と表記されていた。また、行燈には「国際十王交通」と表記されていた。
- 国際十王交通時代末期から新十王自動車の営業開始直後までは、貸切専用車両を保有していなかったが、2023年7月に旧十王観光時代のデザインを復刻した大型観光バスを導入したことを公表[11]。

#### バス車両の社内車両番号（社番）
- 十王自動車（初代）時代は、当初9401〜9406番の番号が振られていた。阪東自動車からの転籍車両からナンバープレートの払い出し番号が社番として採用されていた。
- 国際十王交通合併後、当初は既存に振られている番号とナンバープレートの払い出し番号による管理であった。熊谷営業所からの車両移籍後より、社番を変更せず共通採番されるようになり、熊谷営業所と連番となった。採番法則については、国際十王交通熊谷営業所#バス車両の社番を参照されたい。
- 十王自動車（2代目）に分割後は、採番されずナンバープレートの払い出し番号による管理となった。
- 伊勢崎市コミュニティバス「あおぞら」号用車両に関しては国際十王交通時代より一貫して採番されず、ナンバープレートの払い出し番号による管理である。

### タクシー用車両
- 黒色の車体に「十王」と書かれた丸い行燈を乗せている。この丸い行燈は、採用時期は不明だが、少なくとも初代法人時代からであり、国際十王交通時代もそのままで、現在まで使用されている。車体には「十王自動車 TAXI」と書かれている（国際十王交通は「国際十王交通 TAXI」と金文字で書かれていた）。
- 車種は、トヨタ・クラウンコンフォート、トヨタ・プリウス、トヨタ・JPNタクシーなど。

## 参考書籍
1. 大島登志彦『群馬県における路線バスの変遷と地域社会 第二次世界大戦後の東武バスを中心として』上毛新聞社、2003年2月1日、ISBN 4880588539
2. BJエディターズ『BJハンドブック R52 東武バス』BJエディターズ、2004年5月1日、ISBN 4-4340-4072-3
3. BJエディターズ『BJハンドブック R54 朝日自動車』BJエディターズ、2005年1月1日、ISBN 4-4340-5322-1
4. 大島登志彦『群馬・路線バスの歴史と諸問題の研究』上毛新聞社、2009年
5. BJエディターズ『89 東武バス 東野バス（バスジャパンハンドブックシリーズS） 』BJエディターズ、2015年8月28日、ISBN 4434202669
6. BJエディターズ『91 朝日バス（バスジャパンハンドブックシリーズS） 』BJエディターズ、2016年4月28日、ISBN 4434218824